# Système jovien dans la fiction

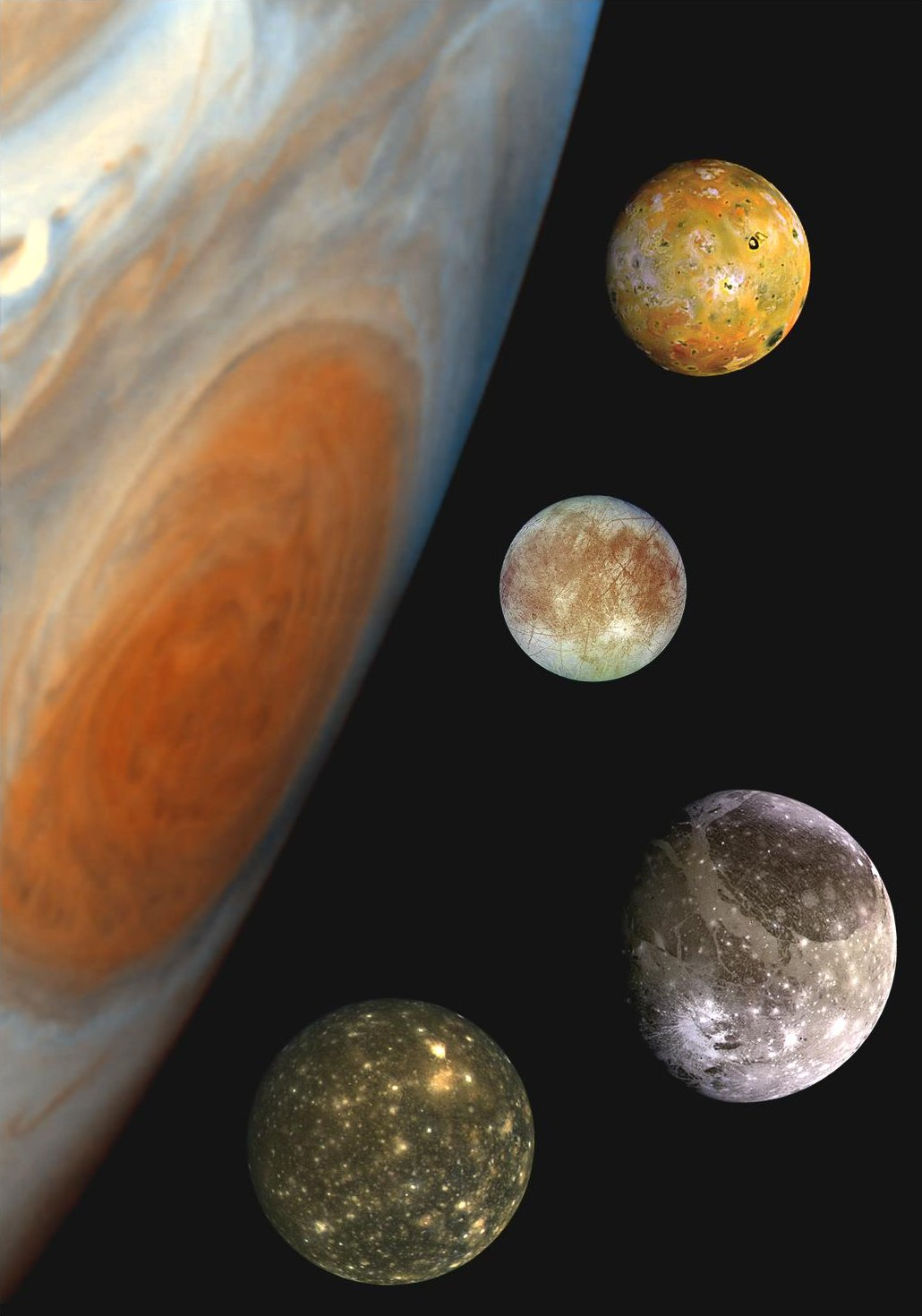
Lunes galiléennes de Jupiter

Le vaste système de satellites naturels de Jupiter, en particulier les quatre grandes lunes galiléennes (Io, Europa, Ganymède et Callisto), est un décor commun de science-fiction.

## Système de satellites
Certaines références dans la fiction se concentrent sur plus d'une lune, ou ne font pas référence à une lune spécifique.

### Comics
- Operation Saturn, une série de comics Dan Dare, est publiée de 1952 à 1953 et se déroule parmi les lunes de Jupiter[1].
- The VCs[2], initialement sérialisés en 2000 AD, a un personnage sous le nom de "Jupe", venant d'une colonie de Jupiter.

### Littérature
- Dans Seetee Ship (en) (1949) et Seetee Shock (1950) de Jack Williamson, les lunes joviennes sont colonisées par l'Union soviétique, qui y transfère son gouvernement après que les États-Unis aient construit une base nucléaire sur la Lune pour dominer la Terre.
- Le roman pour jeunes adultes de Robert A. Heinlein, Pommiers dans le ciel (1950), se déroule sur Ganymède.
- L'histoire courte d'Arthur C. Clarke, Jupiter Five (en) (1953), voit la plupart de son action se dérouler dans le système jovien. Clarke se concentre également fortement sur ce système dans sa série Odyssées de l'espace.
- Le roman The Runaway Robot (1965) de Lester Del Rey se déroule principalement sur Ganymède.
- The Moons of Jupiter (1978), nouvelle d' Alice Munro.
- Dans The Deceivers (1981) d' Alfred Bester, Ganymède, Callisto et Jupiter VI et VII abritent des colons, comme d'autres lunes et planètes plus petites du système solaire.
- La première partie de la série Bio of a Space Tyrant (en), (1983-1986 & 2001) de Piers Anthony se déroule principalement sur et autour des lunes de Jupiter, ou sur Jupiter elle-même.
- Les romans de Kim Stanley Robinson, dont  La Trilogie de Mars  dépeignent de nombreuses idées sur la future colonisation de Jupiter, se concentrant davantage sur les lunes que sur la planète elle-même.
- Les romans Ilium/Olympos (2003-2005) de Dan Simmons décrivent de nombreux organismes biomécaniques, appelés moravecs, qui résident sur les lunes galiléennes et dans la ceinture d'astéroïdes.
- Dans Larklight (en) (2006) de Philip Reeve, les lunes de Jupiter sont colonisées par l'empire britannique et sont un avant-poste.
- Jupiter Magazine (en), un trimestriel de science-fiction publié au Royaume-Uni depuis juillet 2003 par Ian Redman, nomme chacun des numéros d'après l'un des satellites joviens, le numéro traditionnel de la lune correspondant au numéro du magazine.
- La série de romans The Expanse de James S. A. Corey se déroule en partie sur et autour des lunes de Jupiter, en particulier Ganymède, Europa et Io.
- Dans la série Earth's Last Gambit de Felix R. Savage (2016-2017), un vaisseau spatial extraterrestre apparemment abandonné est découvert en orbite autour d'Europe.

### Cinéma et télévision
- Dans l'anime Cowboy Bebop (1998), divers épisodes se déroulent sur les lunes de Jupiter. Dans Mushroom Samba en route vers Europe, l'équipage est contraint d'atterrir sur Io. L'épisode en deux parties "Jupiter Jazz" se déroule sur Callisto, et "Ganymede Elegy", se déroule sur Ganymède.
- Le film 2010 : L'Année du premier contact implique Io et Europa.
- La série télévisée de science-fiction canadienne Starhunter (en) utilise souvent le système jovien comme toile de fond pour l'action
- La série télévisée de science-fiction britannique Red Dwarf mentionne les lunes de Ganymède et Titan dans les deux premières séries. Le navire Red Dwarf appartient à la Jupiter Mining Corporation.
- Le drame de science-fiction Cloud Atlas (2012) représente des humains vivant sur une Europe ou Callisto terraformée après qu'un holocauste nucléaire ait détruit une grande partie de la Terre .
- Le drame de science-fiction Europa Report dépeint 6 astronautes en mission spatiale en Europe après que des études montrent que la vie est possible dans l'océan souterrain d'Europe.
- Dans la série télévisée 2016 Ready Jet Go!, la bande dessinée de Sydney "Commanda Cresita", montre 4 lunes de Jupiter. Le vaisseau spatial de Cresita s'appelle également Jupiter.
- Dans The Expanse, Io tient une installation où le Dr Strickland travaille sur un hybride entre les humains et la protomolécule.
- Dans le film de science-fiction Io (2019), l'humanité est en train de laisser une Terre toxique à une nouvelle colonie sur Io.
- Dans l'épisode de Martha Bla Bla "Dogs in Space", des pirates de l'espace aspirent par erreur un petit satellite de Jupiter avec une machine à vide.

### Jeux vidéos
- Dans The Lost Episodes of Doom, un pack d'extension non officiel pour le jeu Doom, les trois épisodes se déroulent sur Io, Callisto et la Grande Tache rouge de Jupiter
- Le jeu informatique de course futuriste POD - Planet of Death se déroule sur Io où une biosubstance corrosive connue sous le nom de "Pod" émerge du sous-sol et dévore la lune.
- Jupiter's Masterdrive est un jeu de course pour l'Amiga qui se déroule sur les lunes de Jupiter.
- Le jeu Gamecube Chibi-Robo! présente un groupe de quatre extraterrestres, dont deux nommés Io et Ganymède, en tant que personnages principaux pour l'intrigue.

## Io

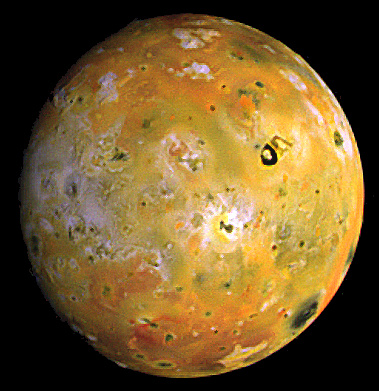
Io.

Io est le plus proche des satellites galiléens de Jupiter. 

### Littérature
- The Mad Moon (en) (1935), nouvelle de Stanley G. Weinbaum. Io abrite deux races indigènes, les huards idiots à tête de ballon et les slinkers en forme de rat.
- Les Lunes de Jupiter (en) (1957), roman pour jeunes adultes d'Isaac Asimov.
- 2010 : Odyssée deux (1982) roman de science-fiction d'Arthur C. Clarke, suite de 2001, l'Odyssée de l'espace
- Dans Bio of a Space Tyrant - Volume 1 - Refugee (1983), roman de Piers Anthony. Io est une planète infernale où le protagoniste, Hope Hubris, sollicite l'aide d'un scientifique, Mason, dans une station de recherche.
- The Very Pulse of the Machine (1998), histoire courte lauréate du prix Hugo de Michael Swanwick. Comprend le paysage volcanique  d'Io, ainsi que le puissant flux électrique entre Io et Jupiter.
- Ilium (2003), roman de Dan Simmons. Le tube de flux magnétique d'Io est utilisé pour hyper-accélérer les engins spatiaux dans tout le Système solaire.
- Dans Camouflage (2004), de Joe Haldeman, plusieurs scientifiques tentent de communiquer avec un objet extraterrestre trouvé sur le plancher de l'océan Pacifique en le soumettant (entre autres méthodes) à l'atmosphère de diverses planètes et lunes, dont Io[3].
- Les romans Le Rêve de Galilée (2009) et 2312 (2012) de Kim Stanley Robinson comprennent tous deux des descriptions de colonies humaines sur Io, respectivement aux 29e et 24e siècles. Dans les deux romans, Io est un endroit inhospitalier et dangereux et la lave joue un rôle important.
- Dans The Dawning Clocks of Time (2011) de Jake Stephen Jackson, Io est une planète habitable abritant une ville extraterrestre.
- Gregory Benford décrit dans divers œuvres Io comme étant la couleur de la pizza[4].

### Art

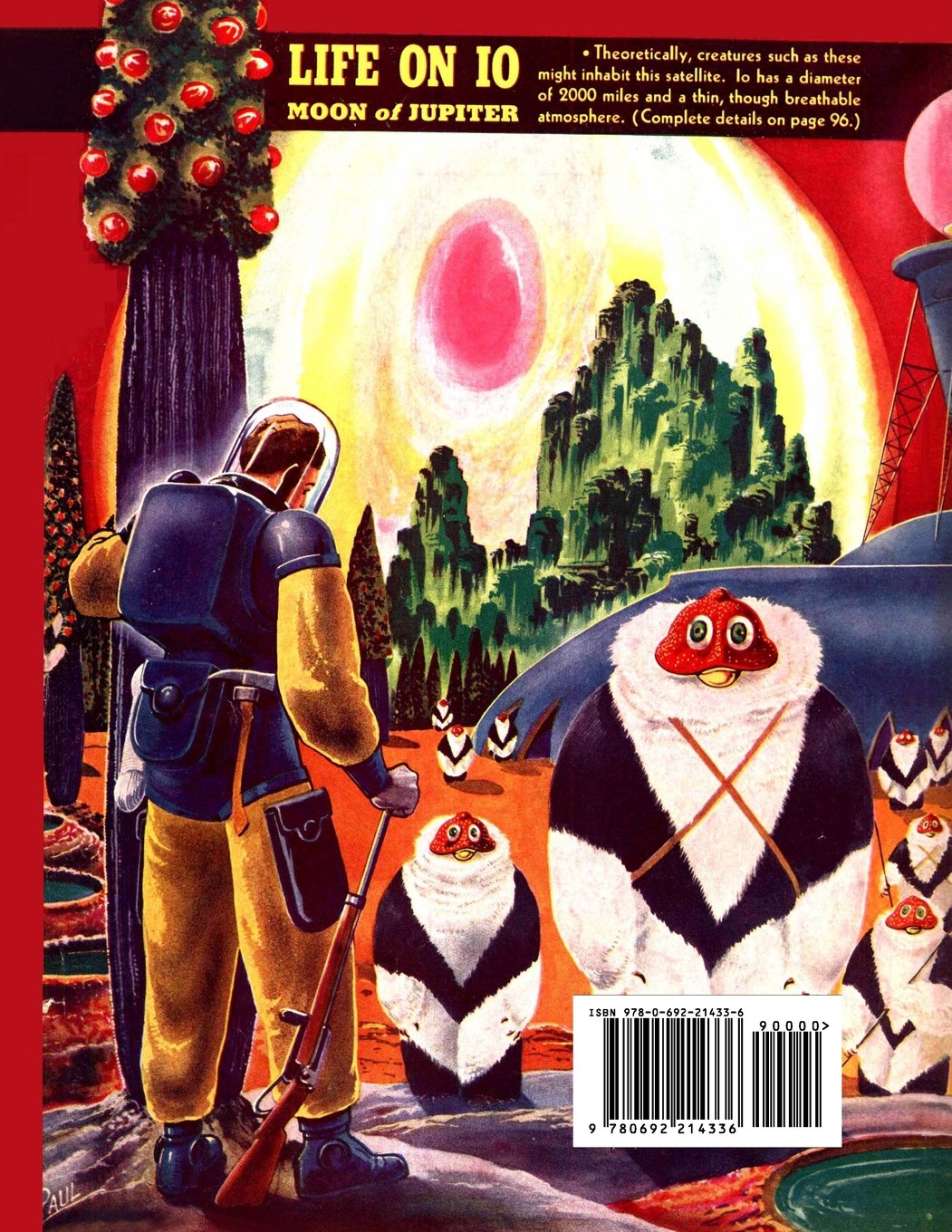
Illustrations de la quatrième de couverture pour Fantastic Adventures (mai 1940)

- Illustrations de couverture arrière pour Fantastic Adventures (mai 1940) et Amazing Stories (juillet 1941) de Frank R. Paul. Io est habitée par des êtres intelligents poilus et noirs et blancs vivant dans la ville de Crystallis, entièrement construite en cristaux[5].

### Cinéma et télévision
- Outland (1981) - film écrit et réalisé par Peter Hyams qui se déroule dans une colonie minière sur Io.
- 2010 : L'Année du premier contact (1984) - suite de 2001, l'Odyssée de l'espace . Le navire de 2001 (le Discovery) est en orbite autour d'Io où une mission conjointe soviétique et américaine fait revivre le navire et élucide le mystère du monolithe.
- V (1984-1985) - Série télévisée NBC. Io est détruite.
- Five Faces of Darkness (1986), épisode de Transformers, série animée (1984-1987). Les Autobots Blurr et Wheelie se retrouvent bloqués sur Io après une attaque des Decepticons.
- Red Dwarf (1988–), comédie télévisée. Le personnage d'Arnold Rimmer est né et a grandi sur Io.
- Exosquad (1993–1995), série animée. Io est une base principale des opérations.
- Babylon 5 (1993–1999), série télévisée. Io abrite une colonie de l' Alliance de la Terre, deuxième en taille après la colonie sur Mars.
- Escape from Jupiter (1994), série télévisée australienne ABC. Les colons d'une colonie minière sur Io doivent évacuer vers la station spatiale en orbite KL5 lorsqu'une éruption volcanique détruit la colonie.
- Captain Vyom (1998), série d'aventures de science-fiction de super-héros d'action qui se concentre sur la capture de criminels en fuite d'une prison sur Io.
- Space Odyssey (2005), docudrame de la BBC sur une hypothétique mission habitée vers divers points du Système solaire. Un astronaute atterrit sur Io pour recueillir des échantillons de ses roches. En raison des risques de radiation et de l'épuisement de l'astronaute, l'EVA sur Io est interrompu prématurément et les échantillons sont abandonnés.
- Heroic Age (2007), anime. Jupiter est détruite lorsqu'un canon à haute puissance est utilisé pour faire sortir Io de son orbite.
- The Expanse (2015–), série de Mark Fergus et Hawk Ostby, sur Syfy (tirée des romans de James S. A. Corey). Une partie de l’action de la troisième saison (2018) se déroule dans une exploitation minière abandonnée d’Io.
- Io (2019) - Film produit par Netflix. L'un des derniers survivants sur une Terre post-cataclysmique, est un jeune scientifique qui se consacre à trouver un moyen pour les humains de s'adapter et de survivre, plutôt que d'abandonner leur monde.

### Comics
- Mobile Suit Crossbone Gundam (en) (1994-1997) met en vedette la lune dans son récit. On dit que le président de l'empire de Jupiter opère depuis Io.
- Action Comics # 775 : What's So Funny About Truth, Justice & the American Way? (Mars 2001) Histoire publiée par DC Comics. Dans l'histoire, Superman combat le groupe anti-héros The Elite sur Io.  L'histoire est adaptée dans le deuxième film d'animation DC Superman contre l'Elite (2012)..
- Dans Sailor Moon (1996), les Sailor Guardians révèlent avoir un château nommé d'après une lune de la planète gardienne : Sailor Jupiter possède le château Io.

### Jeux vidéo
- Ultima II (1982). Le joueur doit voyager à travers différents mondes, y compris Io, pour terminer le jeu.
- Pipeline (1989), jeu informatique Superior Software, situé dans une mine de soufre sur Io.
- Descent (1995), jeu vidéo. Le niveau 11 est situé dans une mine de soufre sur Io.
- Disruptor (1996), jeu pour Sony PlayStation. Un niveau est situé au sein des «mines de soufre d'Io».
- Final Doom (1996). Le premier ensemble de niveaux, "Evilution", se déroule sur une base de recherche sur Io.
- POD - Planet of Death (1997) jeu de course.
- ZeroZone (1997), jeu vidéo. Io est l'un des décors.
- Battlezone (1998), jeu vidéo. Certaines missions se déroulent à la surface d'Io et Europa. Ganymède est présenté exclusivement dans l'extension Red Odyssey.
- System Shock 2 (1999), jeu vidéo. Pendant le processus de création du personnage, un tour de service à l'école de formation de survie Io accorde au personnage +2 Endurance.
- Halo (2001), jeu Xbox. Au début de la trame de fond de la série, les conseillers coloniaux des Nations Unies sur Io sont attaqués par les forces sécessionnistes de « Frieden », ce qui a finalement conduit à la «guerre interplanétaire».
- Dead Space 2 (2011), jeu Xbox 360 et PlayStation 3. Tout en traversant l'église d'Unitology sur la station Titan, un annonceur décrit plusieurs vitraux de l'église sont en fait fabriqués à partir de sable raffiné de «la longue lune perdue de Jupiter, Io».
- Dota 2 (2013), jeu PC et Macintosh. Dota 2 présente un héros qui s'appelle Io.
- Destiny 2 (2017), jeu PC, Xbox One et PlayStation 4. Io est l'un des mondes que les joueurs (Gardiens) peuvent visiter. Dans la tradition du jeu, Io est considéré comme un lieu sacré et saint pour les Gardiens, en particulier pour les Warlocks.
- Warframe (2015), jeu PC, Xbox One et PlayStation 4. Plusieurs missions du jeu se déroulent à différents endroits sur l'orbite de Jupiter et l'une d'elles se déroule dans Io.
- Code Vein (2019), PC, Xbox One et PlayStation 4, Io est le nom de l'un des personnages principaux de Code Vein. Elle apparaît comme une jeune femme aux cheveux blancs et aux yeux jaune vif.

### Musique
- La chanson "Message From Io" interprétée par Enigma est extraite du sixième album "A Posteriori" (2006).
- La chanson Trust Fall de Incubus mentionne Io
- La lune est mentionnée la chanson de Blur "Far Out".
- "Songs from Io" un album d'Absolution Project.
- "Coffins on Io" de Kayo Dot se déroule sur la lune.
- L'EP "Dark Jovian" d'Amon Tobin deux morceaux à propos d'Io ; "Io" et "Encounter on Io".
- «Visions (From Io)» de Six Organs of Admittance sur l'album «Ascent» (2012).
- Io (1987 ; grand ensemble) par Kaija Saariaho, compositeur classique du XXe siècle

## Europe

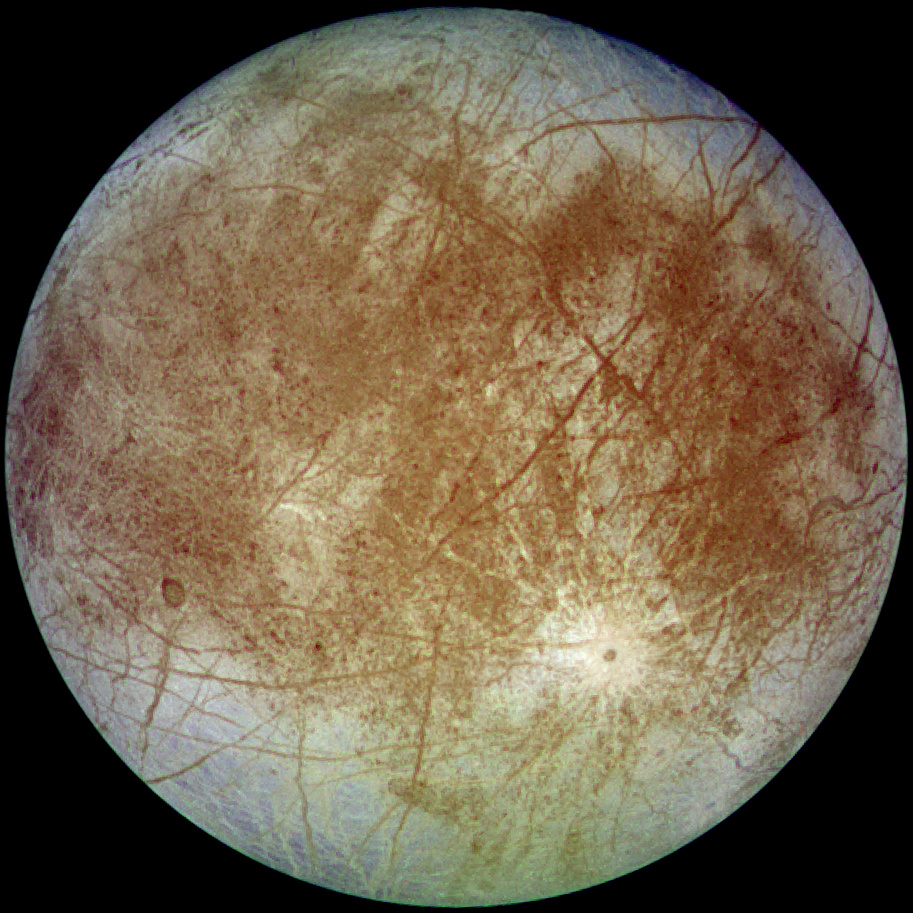
Europe.

Europe est le plus petit des quatre satellites galiléens et le deuxième le plus proche de Jupiter. 

### Littérature
- Redemption Cairn (1936), nouvelle de Stanley G. Weinbaum. Europa a une petite zone semblable à la Terre du côté de Jupiter.
- Le Sorcier de Linn (1962) par A. E. van Vogt. Un barbare d'Europe tente de conquérir l'Empire de Linn.
- 2010: Odyssey deux (1982) et 2061: Odyssey trois (1988) d' Arthur C. Clarke. Les extraterrestres qui s'intéressent aux formes de vie primitives sous la glace d'Europe transforment Jupiter en étoile pour lancer leur évolution. Cinquante ans plus tard, Europe est devenue un monde océanique tropical dont les humains sont bannis.
- La série Bio of a Space Tyrant de Piers Anthony a Europe comme analogue de la Jamaïque terrestre
- La Mémoire de la lumière (1985) par Kim Stanley Robinson. Les protagonistes visitent Europe, qui abrite de grandes colonies humaines qui vivent autour de bassins de glace fondue.
- La Schismatrice (1985) de Bruce Sterling. Europe est habitée par des posthumains génétiquement modifiés..
- The Forge of God (1987) par Greg Bear. Europe est détruite par des extraterrestres qui utilisent des morceaux de sa glace pour terraformer les planètes.
- A Spy in Europa (1997), nouvelle de la série L'Espace de la révélation d'Alastair Reynolds. Une société humaine avancée  vit en colonies sur Europe sur la face inférieure de la croûte de glace au sommet de l'océan souterrain.
- Ice Dragon's Song (1998), roman de Bud Sparhawk (en). Un jeune de 12 ans traverse la face glacée de l'Europe.
- Outlaws of Europa (2002) par Michel Savage. Europe est devenue une planète carcérale[6].
- Riding the White Bull (2004), nouvelle de Caitlín R. Kiernan. Des sondes découvrent un écosystème dans la mer sous la glace d'Europe et infectent ensuite la Terre avec un microbe.
- Ocean (2004), bande dessinée de Warren Ellis. Une ancienne race d'extraterrestres est découverte en hibernation sous la surface d'Europe.
- La Guerre tranquille (2008) par Paul J. McAuley. L'océan souterrain d'Europe abrite la seule vie (microbienne) non terrienne du Système solaire à la suite de la panspermie d'une météorite chargée de microbes..
- Le Rêve de Galilée (2009) de Kim Stanley Robinson. Galilée est transporté sur Europe au XXIXe siècle. Les colons vivent dans une ville souterraine aux allures de Venise taillée dans la glace. Sous la glace vivent de vastes organismes sensibles dans un océan souterrain.
- Dans Beneath de Jeremy Robinson (2010), une expédition habitée se rend en Europe pour explorer la lune et son potentiel pour la vie extraterrestre.
- Dans Armada d'Ernest Cline (2015), la Terre est en conflit militaire avec une espèce extraterrestre d'Europe.
- Dans la trilogie Frozen Sky de Jeff Carlson (en) (2012, 2014, 2016), une forme de vie extraterrestre intelligente est découverte sur Europe, considérée comme plus ancienne que l'humanité.

### Cinéma et télévision
- La suite du film 2010 : L'Année du premier contact  basée sur le livre similaire d'Arthur C. Clark décrit brièvement Europe.
- Dans la série animée Geneshaft, Europe n'est pas simplement une lune, mais un ordinateur géant abritant une IA appelée Oberus. Oberus utilise des anneaux de sa propre création pour surveiller l'évolution de l'humanité et agit comme une sécurité intégrée, si l'humanité menaçait l'ordre naturel de l'univers.
- Dans la série animée Gundam SEED, George Glenn explore la lune et trouve des preuves de formes de vie extraterrestres.
- Dans l'épisode de Futurama " Mettez votre tête sur mes épaules ", Fry, Amy et le Dr Zoidberg partent en pique-nique sur Europe.
- The Voices of a Distant Star présente Europa en tant que base navale des Nations unies, où elle est visitée par le Lysithea, un cuirassé qui partage son nom avec une autre des lunes de Jupiter .
- Le film Europa Report (2013) raconte une expédition habitée en Europe à la recherche de signes de vie.
- L'épisode Thunderbirds de l'émission télévisée L'Odyssée du cosmos présente un sauvetage d'explorateurs piégés dans l'océan sous la surface gelée d'Europe et une rencontre avec une forme de vie aquatique.
- Dans la série télévisée dramatique de super-héros Watchmen de HBO, le personnage Adrian Veidt est bloqué sur Europe après y avoir été envoyé par le Dr Manhattan.

### Bandes dessinées
- La bande dessinée française Les Fantômes de Neptune (2015), de Valentine Pasche est une aventure steampunk dont les histoires commencent sur Europe.

### Jeux vidéo
- Dans le jeu vidéo Infanterie, de grandes villes se trouvent sous les calottes glaciaires d'Europe.
- Dans le jeu vidéo Battlezone, Europe est présentée comme un monde froid et couvert de glace, où les batailles se déroulent dans les fissures entre la glace.
- Dans le jeu vidéo Call of Duty: Infinite Warfare, la première mission, "Rising Threat", se déroule sur Europe. C'est également le cadre d'une carte du mode multijoueur du jeu, Frost.
- Dans le jeu vidéo Galaga: Objectif Terre, Europe est le lieu de la troisième mission.
- Le jeu informatique Abyss: Incident at Europa implique une base sous-marine dans l'océan d'Europe.
- Le jeu vidéo Descent a deux niveaux situés sur Europa. Sa deuxième suite, Descent 3 a également un niveau sur Europe. Le jeu dépeint Europa comme un paysage enneigé.
- Dans le jeu de rôle Transhuman Space (2002), la vie est découverte autour d'un mont hydrotermal dans les océans d'Europe. Par la suite, une guerre commence sous la glace entre ceux qui cherchent à préserver la faune microbienne indigène et ceux qui souhaitent adapter la vie sapiente d'origine terrestre y vivre.
- Dans le jeu vidéo Starlancer, la cinématique d'introduction dépeint une attaque surprise sur Fort Kennedy situé sur Europa.
- Le jeu Absolute Zero dépeint une bataille entre d'étranges extraterrestres qui surgissent de la glace d'Europe et les colons humains.
- Le jeu Amiga Uropa 2, se déroule en surface et dans les bases souterraines d'Europa.
- Dans le jeu vidéo Voile rouge, l'humanité tente de terraformer Europe et échoue.
- Dans le jeu indépendant Barotrauma, le joueur est un membre d'équipage de sous-marin sous la glace d'Europe.
- Dans le jeu de puzzle à la première personne 2016 The Turing Test, le protagoniste jouable Ava Turing est un ingénieur ISA travaillant dans une station de recherche située sur Europe.
- Le jeu indépendant Swarm Queen se déroule sur une Europe très stylisée.
- Dans le jeu vidéo Destiny 2, Europa est une destination qui sera présentée dans l'extension 2020 Beyond Light.
- Dans le jeu vidéo Juggernaut - The New Story for Quake II (1998) réalisé par Canopy Games et publié par Head Games, l'action se déroule dans une base appelée Aurora, située sous la surface d'Europe.

### Musique
- Rosetta publie The Galilean Satellites en 2005 avec Translation Loss. L'album tourne autour du voyage d'un astronaute sur Europe, dans une quête de solitude, pour se retrouver à désirer ce qu'il a laissé sur Terre.
- La chanson "The Tale of Europa" de The Phenomenauts utilise un conflit entre des humains et des extraterrestres européens fictifs pour établir des parallèles avec les guerres humaines sur Terre.
- En 2019, Silicone Boone sort la chanson "Europa" sur son album The Reaches représentant une expédition en Europe[7].

## Ganymède

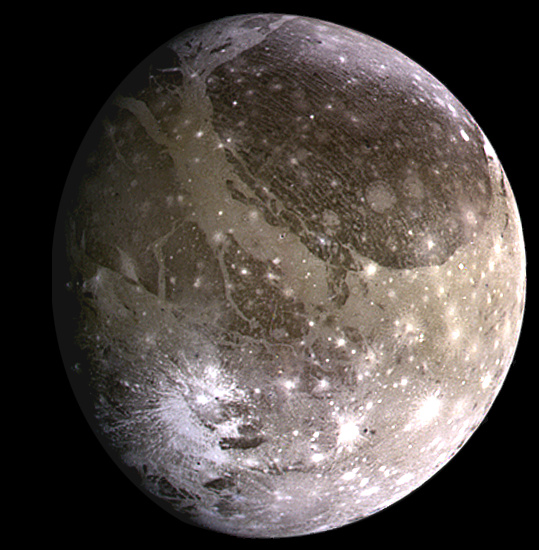
Ganymède.

Ganymède est la troisième des lunes galiléennes de Jupiter. C'est la plus grande lune du Système solaire, plus grosse que la planète Mercure (bien que moins massive), presque 52% plus grande que le diamètre de la Lune et avec deux fois sa masse. 

### Littérature
- Dans Tidal Moon (1938) de  Stanley G. Weinbaum, la plupart de la surface de Ganymède est inondée à cause des marées de Jupiter.
- Dans la nouvelle Noël sur Ganymede (1940) de Isaac Asimov, des êtres endémiques à Ganymède découvrent Noël.
- Dans les nouvelles Chrono-minets (1941) et Victoire par inadvertance (1942) de Isaac Asimov, un conflit se déroule entre les humains habitant Europe et les habitants de Jupiter.
- Dans les romans d'Arthur C. Clarke 2061 : Odyssée trois (1987) et 3001: L'Odyssée finale (1997), Ganymede est chauffée par le nouveau soleil Lucifer et contient un large lac équatorial.
- Dans les œuvres de Robert A. Heinlein[8] :
  - La Patrouille de l'espace (1948), une recrue est un colon de Ganymède
  - Pommiers dans le ciel (1953), un jeune homme et sa famille émigrent sur Ganymède pour rejoindre une colonie de pionniers agricoles. Le récit narre la terraformation et la colonisation de ce satellite. Le roman part du principe que Ganymède possède une surface rocheuse sous une couche de glace.
  - Double Étoile (1956), Ganymède est représentée par un parti politique.
  - L'Âge des étoiles (1956), Ganymède possède une colonie humaine.
  - Le Ravin des ténèbres (1970), la Commission Lunaire propose de terraformer Ganymède.
- La nouvelle de Leigh Brackett La Danseuse de Ganymède (1950) se déroule sur une Ganymède recouverte de volcan et de jungles.
- Dans les romans de Poul Anderson The Snows of Ganymede (1954) et Trois mondes à conquérir (1964), des colonies se trouvent sur la lune.
- Dans le roman de Lester del Rey Outpost of Jupiter (1963), une maladie décime une colonie humaine établie sur Ganymède. Dans une autre de ses nouvelles, Space Jockey, Ganymède est une ancienne prison devenue indépendante.
- Dans le recueil de nouvelles d'Alan E. Nourse The Counterfeit Man (en) (1963), l'équipage d'un vaisseau spatial est suspecté d'avoir été infiltré par un alien originaire de Ganymède.
- Les romans de Philip K. Dick des années 1950 et 1960 mentionnent toutes au moins brièvement Ganymède. Dans Les Clans de la lune alphane (1964), un myxomycète intelligent vient de la lune.
- Dans le roman de Lester del Rey The Runaway Robot (1965), le personnage principal Paul et son robot vivent sur Ganymède au début de l'histoire.
- The Goddess of Ganymeetde (1967) et Pursuit on Ganymede (1968), œuvres de Mike Resnick.
- Yo visité Ganímedes et Mi preparación para Ganímedes, œuvres de l'auteur peruvien José Rosciano.
- Dans la nouvelle Marooned (1976) de John W. Campbell, une mission d'exploration est décidée vers Ganymède.
- Dans la série de romans Bio of a Space Tyrant (1983–86) de Piers Anthony, la lune est analogue à Cuba et il s'y déroule une version de la crise des missiles cubains.
- Lr roman Buddy Holly Is Alive and Well on Ganymede (en)  (1991) de Bradley Denton présente une émission de télévision diffusant un concert de Buddy Holly annonçant être sur Ganymède
- Chaos in Wonderland: Visual Adventures in a Fractal World (1995) de Clifford A. Pickover[9]
- La majorité des événements de The Ganymede Club (1995), un roman de Charles Sheffield, se déroule sur la lune.
- Le roman Orphanage (2004) de Robert Buettner présente une race alien utilisant la lune comme un lieu de préparation pour une guerre contre la Terre.
- Dans le roman de Paul J. McAuley La Guerre tranquille (2008), la lune est un des premiers lieux de colonisation humaine dans le Système solaire externe, où les habitants vivent plusieurs kilomètres sous la surface glacée.
- Le roman La Guerre de Caliban (2012) de James S. A. Corey (pseudonyme de Daniel Abraham et Ty Franck), 10 millions de personnes habitent la lune et produisent de la nourriture grâce à de grandes serres.

### Cinéma et télévision
- Ganymède est l'un des décors de l'épisode de la série Space Sentinels "The Jupiter Spore" (1977), dans lequel un extraterrestre robotique vit dans ce monde en ermite, car il se lasse de toute la guerre dans toute la galaxie, en particulier sur son propre monde natal.
- Le téléfilm allemand Operation Ganymed  raconte l'histoire de cinq astronautes revenant d'une expédition à Ganymède. Ils trouvent une Terre apparemment désolée et essaient de découvrir ce qui s'est passé pendant qu'ils étaient dans l'espace.
- Dans la série télévisée Power Rangers (1993), Ganymède est la cachette choisie par Zordon pour une flotte de Zords connue sous le nom de Mega Vehicles, qui se combinent pour former le Mega Voyager.
- Dans la série télévisée de science-fiction Babylon 5 (1993–1999), les Shadows enterrent un navire sous la surface de Ganymède, qui est déterré lors de l'épisode de la troisième saison " Messages from Earth " (1996).
- Dans Yamato, Ganymède abrite une base où le Yamato effectue des réparations.
- Dans la série animée Cowboy Bebop (1998), Ganymède est représentée comme une planète aquatique, un monde terraformé entièrement recouvert d'eau.
- Dans la série animée Geneshaft, un avant-poste de recherche humain se trouve sur la lune.
- Dans l'anime Getter Robo Armageddon, Ganymede est sortie de son orbite.
- Ganymède est l'emplacement d'une colonie minière dans la série Return to Jupiter.
- Dans la série animée Sei Jūshi Bismarck (en), Ganymède est une colonie humaine et la base des opérations des protagonistes.
- Dans la série télévisée The Expanse (2017), Ganymède est une planète où une grande partie de la production alimentaire du Système solaire a lieu.

### Jeux vidéo
- Dans le 32e millénaire de l'univers Warhammer 40,000 (1987), Ganymède est détruite lors d'une expérience Warp Core.
- Dans le jeu Sharp X68000 Star Cruiser, le jeu commence avec le protagoniste exécutant une simulation d'entraînement au combat virtuel sur Ganymède.
- Dans le jeu DOS One Must Fall: 2097, Ganymède apparaît.
- Dans le jeu PC Face of Mankind, Ganymède est une colonie spatiale qui a été terraformée pour soutenir l'humanité.
- Dans le jeu Target Earth pour Mega Drive, le premier niveau "Assault on Ganymede", se déroule sur une station spatiale située sur Ganymede.
- Dans le jeu PS1 Carnage Heart, Ganymède est l'une des trois lunes de Jupiter sur lesquelles le joueur se bat.
- Dans le jeu PC Shadowgrounds et sa suite Shadowgrounds Survivor, l'histoire se déroule dans un Ganymède colonisée et terraformée.
- Dans Halo 3, l'armure EVA est construite dans une installation sur Ganymède.
- Dans Spore, Ganymède est l'une des planètes (ou, dans ce cas, les lunes) du système Sol que le joueur peut terraformer et coloniser.

## Callisto

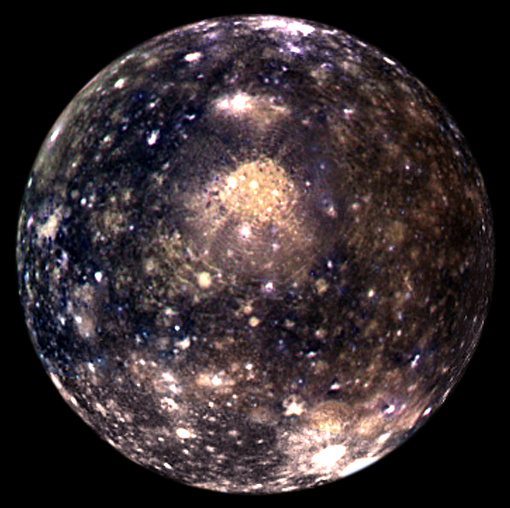
Callisto.

Callisto est la plus externe des lunes galiléens. C'est une grande lune, à peine plus petite que la planète Mercure. 

### Littérature
- Par-delà le mur du sommeil de H. P. Lovecraft (1919), l'écrivain mentionne au passage «les insectes - philosophes qui rampent fièrement sur la quatrième lune de Jupiter».
- Dangereuse Callisto (en) d' Isaac Asimov. Callisto a une atmosphère de dioxyde de carbone et est habité par de grosses limaces qui utilisent des champs magnétiques pour étourdir leurs proies.
- Dans la nouvelle de Fredric Brown Daymare (1943), Callisto abrite une colonie terrestre.
- Dans Pommiers dans le ciel (1953) de Robert A. Heinlein, les colons de Ganymède mentionnent que les efforts pour créer une atmosphère ont commencé sur Callisto.
- Dans la nouvelle de Philip K. Dick, À l'image de Yancy (en) (1955), les colons de Callisto se conforment aux messages des émissions quasi constantes du commentateur public éponyme Yancy, en commentant presque tous les aspects de la vie quotidienne.
- Lin Carter a publié une série de huit romans sur une Callisto habitée (1972-1978).
- Dans la série de science-fiction Bio of a Space Tyrant (1983) de Piers Anthony, Callisto est la planète natale de Hope Hubris, le Tyran de Jupiter.
- Le protagoniste du roman d'Anne McCaffrey La Rowane (en) (1990) vit dans un dôme terraformé sur Callisto.
- Le roman de Kim Stanley Robinson, Mars la bleue (1996), contient une description d'une colonie florissante sur Callisto.
- Dans le roman Wheelers de Ian Stewart et Jack Cohen, un certain nombre d'artefacts extraterrestres sont trouvés sur Callisto.
- Dans La Guerre tranquille (2008) de Paul J. McAuley, Callisto abrite l'une des premières colonies du Système solaire externe et a récemment reçu un biome génétiquement modifié.
- Le Rêve de Galilée (2009) de Kim Stanley Robinson se déroule en partie sur Callisto, qui abrite une grande ville construite autour des anneaux concentriques du cratère géant Valhalla. La même ville est brièvement mentionnée dans 2312.
- Dans la série Les Mondes d'Honor située dans l'Honorverse de l'écrivain américain David Weber, Callisto est l'emplacement des installations utilisées pour la construction et lancement de vaisseaux spatiaux de génération et l'avant-poste le plus éloigné de l'Union de la Terre.

### Bandes dessinées / Manga
- Dans la version manga de la série animée japonaise  Yamato, Yamato se dirige vers Callisto pour une mission de sauvetage.
- Dans le scénario de Superman: World of New Krypton par DC Comics, des Kryptoniens créent une anti-Terre dans le Système solaire pour être leur nouvelle maison. Ils prennent Callisto pour être leur lune afin de fournir des marées pour leur nouvelle planète.

### Cinéma et télévision
- Jupiter Moon (1990) est un feuilleton britannique de courte durée. Une université spatiale orbite autour de Callisto.
- Cowboy Bebop (1998) présente une Callisto enneigé, semblable à la Sibérie, remplie de fugitifs et peuplée uniquement d'hommes.
- Terrahawks (1983) Série 1, épisode 8, "The Sporilla" se déroule dans un poste de surveillance radio sur Callisto.

### Jeux vidéo
- Dans le jeu Zone of the Enders: The 2nd Runner (2003), le protagoniste, Dingo Egret, trouve le Jehuty Orbital Frame enterré dans la glace sous la surface de Callisto.
- Dans la série de jeux vidéo G-Police, le personnage est un pilote pour une force de police sur Callisto.
- Dans le jeu vidéo Descent, le niveau 12 se déroule dans la colonie de Callisto.
- Dans le jeu PS1 Carnage Heart, Callisto est l'une des trois lunes de Jupiter sur lesquelles le personnage se bat.
- Dans le jeu d'arcade Captain Commando, Callisto est la dernière étape et le siège du principal méchant du jeu, Scumocide.

### Musique
- La lune le thème d'une dans la chanson de Blur "Far Out".

## Autres lunes

### Amalthée

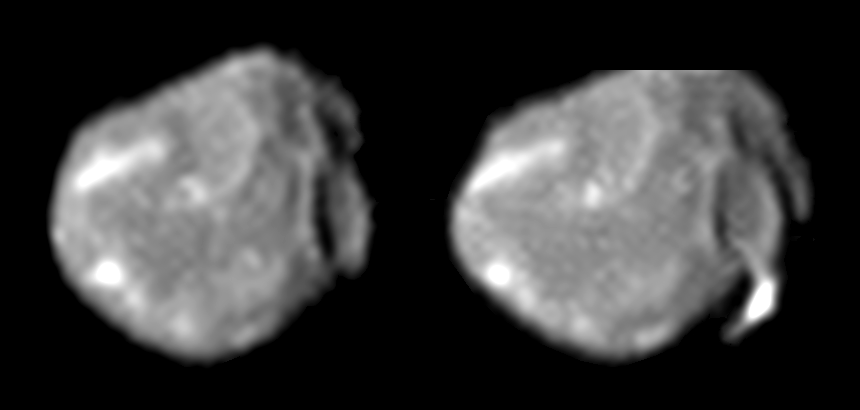
Deux vues d'Amalthée.

Amalthée, ou Jupiter V, est la troisième lune depuis Jupiter et le plus grand des satellites intérieurs de Jupiter.
- Cities in Flight de James Blish commence par l'histoire They Shall Have Stars (1956), où une base a été établie sur Jupiter V. Cette base est le centre d'opérations éloigné du projet Bridge sur Jupiter proprement dit.
- Dans l'univers d'Arthur C. Clarke :
  - L'histoire courte Jupiter Five (1951) se déroule sur Amalthea. Son intrigue dépend de la faible gravité de la lune et explore ce qui pourrait arriver si un astronaute était projeté de sa surface. Clarke a continué à se référer à Amalthea comme Jupiter V dans ses travaux ultérieurs.
  - Dans une première ébauche de 2001: L'Odyssée de l'espace, le prédécesseur du monolithe géant est situé à la surface d'Amalthea.
  - Dans A Meeting with Medusa (en)  (1971), les vaisseaux spatiaux utilisent Amalthea comme bouclier naturel contre les particules / radiations.
- Le cinquième livre de la série Venus Prime de Paul Preuss, The Diamond Moon (1990), et le sixième, The Shining Ones (1991), traitent de l'exploration d'Amalthea.
- Dans Olympos de Dan Simmons, le moravec Retrograde Sinopessen est membre du Consortium Five Moons d'Amalthea.
- The Way to Amalthea est une histoire de science-fiction sur Amalthea écrite par Boris et Arkady Strugatsky en 1959.
- Dans le SHMUP Sol-Feace, la ligne la plus forte de la défense du méchant et le sixième niveau se trouve sur Amalthea.
- Dans la série animée de 1980 Astro, le petit robot, Amalthea est détruite par le tir d'essai illégal d'un pistolet antiproton.
- Dans la Bio of a Space Tyrant de Piers Anthony, Amalthea est analogue aux Bahamas.

### Pasiphaé
Pasiphaé (Jupiter VIII) est utilisé comme décor dans le roman de John Varley Le Canal Ophite, bien qu'elle soit désignée par son nom d'avant 1975, Poséidon.

### Sinopé
Sinopé (Jupiter IX), est un petit satellite irrégulier de Jupiter. Depuis sa découverte en 1914 jusqu'à la découverte de Mégaclité en 2000, c'était la plus éloignée des lunes connues de Jupiter. C'est toujours la lune jovienne la plus éloignée à avoir un diamètre de plus de 10 km.
- Dans le roman de 1957 d'Isaac Asimov, Les Lunes de Jupiter (en), une conception expérimentale de navire est située sur "Jupiter Nine". Asimov appelle à tort la lune "Adrastea", bien qu'en 1957, elle n'avait pas de nom officiel et avait été officieusement surnommée "Hadès", tandis que "Adrastea" était officieusement utilisée pour Jupiter XII (maintenant appelé Ananké). La confusion d'Asimov peut provenir du fait que, parmi les lunes connues dans les années 1950, Jupiter IX était la douzième la plus éloignée de Jupiter, et Jupiter XII était le neuvième. Pour ajouter à la confusion, Adrastée est maintenant utilisée comme le nom d'un satellite interne de Jupiter qui n'a été découvert qu'en 1979.
- Dans Exosquad (1993–1995), Sinope est l'emplacement de la super-arme top-secrète des Néosapiens, Fusion Pulse Cannon.

### Autres
- Dans Planet Comics #29, une lune fictive de Jupiter, Pan, est montrée.
- Le Fire Maidens from Outer Space (1956) présente une mission spatiale sur la "treizième lune de Jupiter". Cela ne peut pas faire référence à la lune désormais numérotée Jupiter XIII (Léda), car elle n'a été découverte qu'en 1974, longtemps après la réalisation du film.
- Dans Brenda Hiatt (2013), Rigel impressionne Marsha avec un télescope qui voit clairement Léda. Rigel est à son tour impressionné par le fait que Marsha en sait tellement sur l'obscure lune de Jupiter.
- Dans la série de bandes dessinées Letter 44, une lune supposée être Carmé est détruite par un tir d'essai de la mystérieuse construction extraterrestre connue sous le nom de Chandelier[10].
- Dans la série télévisée The Expanse (saison deux, épisode neuf), un vaisseau spatial se cache à côté de Cyllène.